# Augusto Luis de Anhalt-Köthen
Augusto Luis de Anhalt-Köthen (en alemán, August Ludwig von Anhalt-Köthen; Köthen, 9 de junio de 1697-ibidem, 6 de agosto de 1755) fue un príncipe alemán de la Casa de Ascania y gobernante del principado de Anhalt-Köthen.
Era el tercer hijo varón (aunque el segundo superviviente) del príncipe Emmanuel Lebrecht de Anhalt-Köthen y de su esposa, Gisela Inés de Rath.

## Biografía
El padre de Augusto instituyó en 1702 la primogenitura en sus dominios, de tal modo que a su muerte en 1704 solo el hijo mayor, Leopoldo, heredó los títulos y poderes de su padre.
Cuando Leopoldo fue declarado mayor de edad en 1715, Augusto Luis intentó reclamar sus derechos según el viejo sistema, pero finalmente Leopoldo le obligó a renunciar a ellos. A cambio, Augusto Luis recibió el enclave de Güsten con su viejo castillo construido en 1547 por el príncipe Jorge III de Anhalt-Dessau, y la ciudad de Warmsdorf con todos sus ingresos, así como otras concesiones.
Después de la muerte por viruela de Leopoldo y sus dos hijos varones en 1728, Augusto Luis heredó Anhalt-Köthen. Sin embargo, pronto tuvo que afrontar disputas con su cuñada, la princesa viuda Carlota Federica de Nassau-Siegen (quien buscaba el pago de su dote como viuda), y su sobrina, Gisela Inés (que reclamaba su parte de la herencia).
En 1730, Carlota Federica contrajo matrimonio con el conde Alberto Wolfgang de Schaumburg-Lippe, pero hasta su muerte en 1785 recibió la suma de 200.000 táleros anuales de Anhalt-Köthen. Para Gisela Inés, la suma por su herencia alcanzaba los 335.000 táleros por año. Estos pagos dejaron a Anhalt-Köthen profundamente endeudado. Augusto Luis intentó enderezar los problemas fiscales creados mediante obligaciones sobre sus hermanos, aunque sin éxito.

## Matrimonio e hijos
Hacia 1720, Augusto Luis se enamoró de Agnes Wilhelmine von Wuthenau (Plötzkau, 4 de diciembre de 1700-Köthen, 14 de enero de 1725), de la vieja nobleza de Anhalt y dama de compañía de su madre, la princesa viuda Gisela Inés. Se comprometieron el 18 de noviembre de 1721 y ella fue creada condesa de Warmsdorf (en alemán: Gräfin von Warmsdorf) por el emperador. La pareja finalmente contrajo matrimonio en Dresde el 23 de enero de 1722; esta unión morganática produjo solo dos hijas, que fueron reconocidas como princesas de Anhalt con todos los derechos:
1. Gisela Enriqueta (Warmsdorf, 16 de diciembre de 1722-ibíd., 16 de diciembre de 1728).
2. Inés Leopoldina (Köthen, 31 de mayo de 1724-ibíd., 28 de julio de 1766).

El 14 de enero de 1726, un año después de la muerte de su primera esposa, Augusto Luis se casó en segundas nupcias en Sorau con Cristina Juana Emilia (Sorau, 15 de septiembre de 1708-Köthen, 20 de febrero de 1732), hija del conde Erdmann II de Promnitz-Pless. Tuvieron cinco hijos:
1. Cristiana Ana Inés (Köthen, 5 de diciembre de 1726-Wernigerode, 2 de octubre de 1790), desposó el 12 de julio de 1742 al conde Enrique Ernesto de Stolberg-Wernigerode.
2. Federico Augusto (Köthen, 1 de noviembre de 1727-Schloss Warmsdorf, 26 de enero de 1729), príncipe heredero de Anhalt-Köthen.
3. Juana Guillermina (Warmsdorf, 4 de noviembre de 1728-Carolath, 17 de enero de 1786), desposó el 17 de diciembre de 1749 al príncipe Federico de Carolath-Beuthen.
4. Carlos Jorge Lebrecht (Köthen, 15 de agosto de 1730-Semlin, 17 de octubre de 1789), sucedió a su padre como príncipe de Anhalt-Köthen.
5. Federico Erdmann (Köthen, 27 de octubre de 1731-Pless, 12 de diciembre de 1797), príncipe de Anhalt(-Köthen)-Pless.

El 21 de noviembre de 1732, Augusto Luis contrajo matrimonio en Sorau con Ana Federica (Sorau, 30 de mayo de 1711-Köthen, 31 de marzo de 1750), también una hija de Erdmann II, y hermana menor de su segunda esposa, solo nueve meses después de la muerte de esta última. Tuvieron dos hijas:
1. Carlota Sofía (Köthen, 25 de agosto de 1733-ibíd., 6 de septiembre de 1770).
2. María Magdalena Benedicta (Köthen, 22 de marzo de 1735-Massenheim, 7 de noviembre de 1783).